# Pápua Új-Guinea a 2010. évi nyári ifjúsági olimpiai játékokon
Pápua Új-Guinea a Szingapúrban megrendezett 2010. évi nyári ifjúsági olimpiai játékok egyik részt vevő nemzete volt. Sportolói 4 sportágban vettek részt: atlétika,  labdarúgás, súlyemelés és úszás. Sportolói egy bronzérmet nyertek, atlétikában (vegyes csapatban).

## Érmesek
- Az alábbi táblázatban dőlt betűvel vannak feltüntetve azok az érmesek, akik nemzetek vegyes csapatának tagjaként szerezték az adott érmet.

| Érem  | Versenyző  | Sportág           | Versenyszám | Dátum         |
| ----- | ---------- | ----------------- | ----------- | ------------- |
| Bronz | John Rivan | Atlétika, Óceánia | Fiú, váltó  | augusztus 23. |

## Atlétika
Fiú
| John Rivan                                                                             | 200 m      | DSQ | qD | 22.12   | 18. |
| Lepani Naivalu (FIJ) · John Rivan (PNG) · Nicholas Hough (AUS) · Raheen Williams (AUS) | Fiú, váltó |     |    | 1:52.71 |     |

## Labdarúgás

### Lány
| Csapattagok | Versenyszám     | Csoportkör                               | Csoportkör | 5. helyért                                    | Helyezés |
| Csapattagok | Versenyszám     | A Csoport                                | Helyezés   | 5. helyért                                    | Helyezés |
| --- | --------------- | ---------------------------------------- | ---------- | --------------------------------------------- | -------- |
| Cathura Ramoi Carolyn Obi Bridget Kadu Talitha Irakau Josephine McNamara Lucy Maino Grace Steven Alexier Stephen Fiona Vulia Geenaidah Willie Dinna Awele Catherine Sebenaia Ramona Lorenz Rumona Morris (C) Georgina Kaikas Biangka Gubag Maravai Vulia Wena Laka | Lány labdarúgás | Irán (IRI) · 0-1 Törökország (TUR) · 0-4 | 3.         | Trinidad és Tobago (TRI) · 0-0, Büntetők: 2-4 | 6.       |

#### Eredmények
A csoport
| Csapat          | JM | GY | D | V | LG | KG | GK | PT |
| --------------- | -- | -- | - | - | -- | -- | -- | -- |
| Törökország     | 2  | 2  | 0 | 0 | 8  | 2  | +6 | 6  |
| Irán            | 2  | 1  | 0 | 1 | 3  | 4  | -1 | 3  |
| Pápua Új-Guinea | 2  | 0  | 0 | 2 | 0  | 5  | -5 | 0  |

| 2010. augusztus 15. 18:00 |

| Irán                  | 1–0         | Pápua Új-Guinea |
| --------------------- | ----------- | --------------- |
| Fatemeh Ardestani 43' | Jegyzőkönyv |                 |

| Jalan Besar Stadium, Szingapúr Nézőszám: 827 Játékvezető: Kateryna Monzul (ukrán) |

| 2010. augusztus 18. 18:00 |

| Pápua Új-Guinea | 0–4         | Törökország                                             |
| --------------- | ----------- | ------------------------------------------------------- |
|                 | Jegyzőkönyv | Eda Duran 6' Hilal Baskol 52' Nazmiye Aytop 80+1' 80+3' |

| Jalan Besar Stadium, Szingapúr Nézőszám: 1380 Játékvezető: Therese Raissa Neguel (kameruni) |

5. helyért
| 2010. augusztus 23. 18:00 |

| Pápua Új-Guinea | 0–0         | Trinidad és Tobago |
| --------------- | ----------- | ------------------ |
|                 | Jegyzőkönyv |                    |

| Jalan Besar Stadium, Szingapúr Nézőszám: 1615 Játékvezető: Gabriela Bandeira (uruguayi) |

Büntetőpárbaj után: 2-4
| Csapat          | Helyezés |
| --------------- | -------- |
| Pápua Új-Guinea | 6.       |

## Súlyemelés
Fiú
| Versenyző   | Versenyszám | Szakítás | Lökés | Összesen | Helyezés |
| ----------- | ----------- | -------- | ----- | -------- | -------- |
| Steven Kari | 77 kg       | 115      | 155   | 270      | 4.       |

## Úszás
Fiú
| Versenyző  | Versenyszám        | Előfutam | Előfutam | Elődöntő | Elődöntő | Döntő   | Döntő    |
| Versenyző  | Versenyszám        | Idő      | Hely.    | Idő      | Hely.    | Idő     | Helyezés |
| ---------- | ------------------ | -------- | -------- | -------- | -------- | ------- | -------- |
| Ian Nakmai | 50 m-es mellúszás  | 32.06    | 13. Q    | 31.66    | 13.      | kiesett | kiesett  |
| Ian Nakmai | 100 m-es mellúszás | DNS      | DNS      |          |          | kiesett | kiesett  |

## Fordítás
Ez a szócikk részben vagy egészben  a   Papua New Guinea at the 2010 Summer Youth Olympics című angol Wikipédia-szócikk fordításán alapul.  Az eredeti cikk szerkesztőit annak laptörténete sorolja fel. Ez a jelzés csupán a megfogalmazás eredetét és a szerzői jogokat jelzi, nem szolgál a cikkben szereplő információk forrásmegjelöléseként.